# Соколовица (извор)
Соколовица је крашко врело у подножју истоименог стеновитог одсека горњојурских кречњака на југоисточним падинама Мироча, на 230 м.н.в.
Маркантном сувом долином спојена је са понором Цветановац, те се претпоставља постојање хидролошке везе. У истом хидролошком систему је врело Бледерија, које је на мањој надморској висини и сталног карактера, те вероватно дренира већи део вода Цветановца, док Соколовица представља прелив за високе воде. У подножју кречњачког одсека постоје две пећине, од којих је једна повремено хидролошки активна.